# سورة الناس
سُورَةُ النَّاسِ، هي سورة مكية، وقيل مدنية، من المفصل. عدد آياتها 6 وترتيبها 114 وهي الأخيرة بين سور المصحف في الجزء الثلاثين، نزلت بعد سورة الفلق، وهي السورة الحادية والعشرون وفقًا لترتيب النزول «عند من يُرجِّح أنها مكية».
سُمّيت بأسماء عدة، منها: سورة «قلْ أعوذ بربّ النّاس»، و«سورةُ الْمعوّذةِ الثّانية»، ومع سورة الفلق تسمّيان «بالْمعوّذتيْن» أو «المشقشقتين» أو «المقشقشتين»، وتسميتُها في المصاحف وكتب التفسير «سُورَةُ النَّاسِ». ولا يوجد اختلاف تقريبًا في القراءات العشر للسورة، إلا في إمالة كلمة «الناسِ» في رواية حفص الدوري عن أبي عمرو بن العلاء. وكذلك قراءة ورش عن نافع لـ «قُلْ أَعُوذُ» بنقل حركة الهمزة إلى اللام الساكنة قبلها وحذف الهمزة وكذلك بالسكت على ما قبل الهمزة في (قل أعوذ) في رواية خلف عن حمزة باختلاف عنه.
تتحدث السورة عن أمر الله للنبي محمد بأن يتعوذ بالله رب الناس من شر الوسواس، ووردت العديد من الأحاديث النبوية في فضلها، فكان النبي يقرأ هاتين المعوذتين إذا آوى إلى فراشه وينفث يديه ويمسح بهما ما أقبل وأدبر من بدنه، ويأمر بقراءتهما دُبُرَ كل صلاة، كما حثَّ النبي على قراءتهما ثلاثًا في الصباح والمساء مع سورة الإخلاص.

## نص السورة

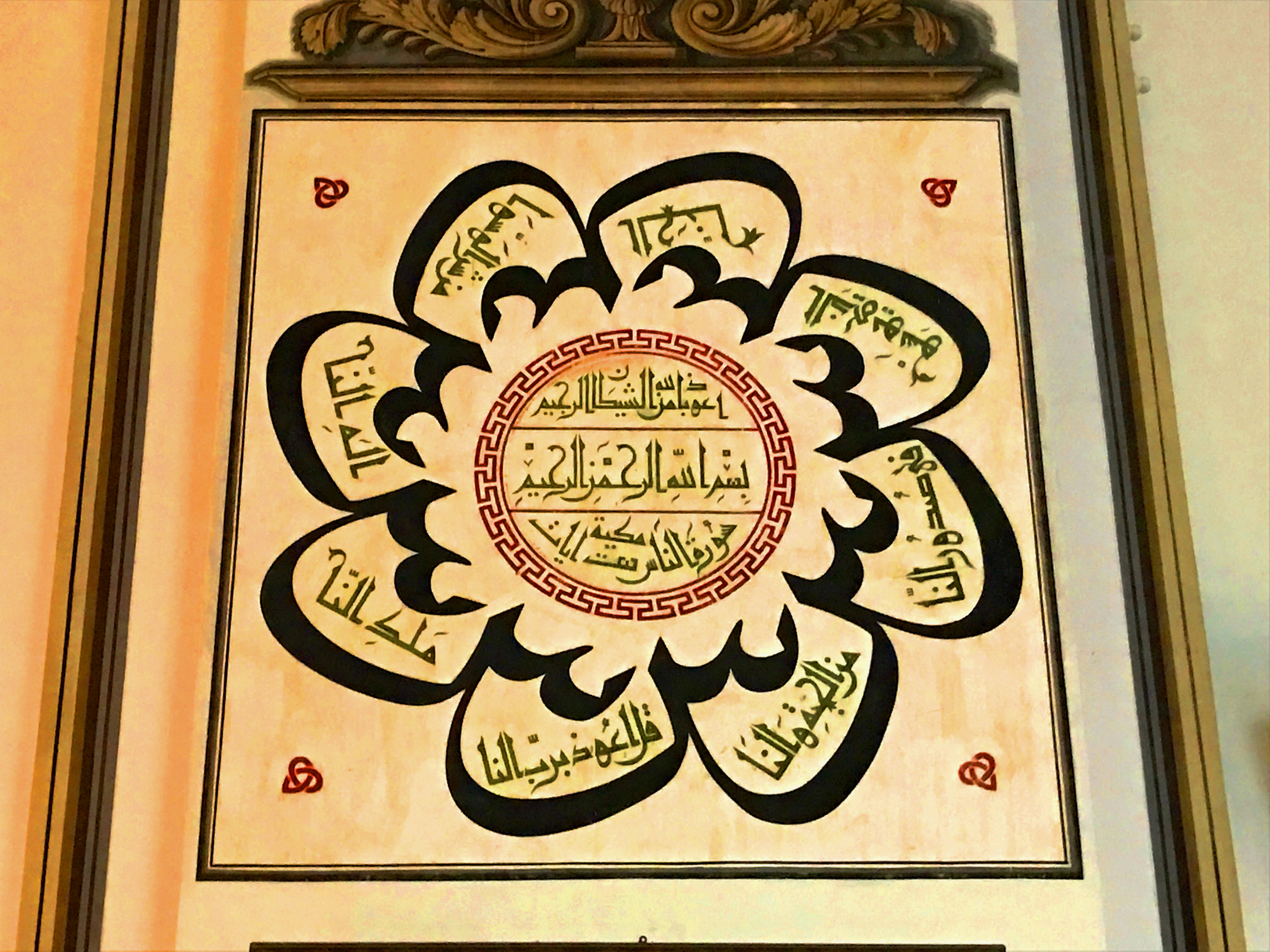
سورة الناس بالخط العربي في مسجد «أولو جامع».

نص سورة الناس برواية حفص عن عاصم كما في مصحف المدينة النبوية:
ولا اختلاف تقريبًا في القراءات العشر للسورة، إلا في إمالة كلمة «الناسِ» في رواية حفص الدوري عن أبي عمرو بن العلاء. وكذلك قراءة ورش عن نافع لـ «قُلْ أَعُوذُ» بنقل حركة الهمزة إلى اللام الساكنة قبلها وحذف الهمزة وكذلك بالسكت على ما قبل الهمزة في (قل أعوذ) في رواية خلف عن حمزة باختلاف عنه.

### تعدادها
عدد آياتها سِتُّ آيات، وَذَكَر السيوطي فِي الإتقان في علوم القرآن قَوْلًا: إِنَّهَا سَبْعُ آيَاتٍ، وهو قول ليس معزوًا. وقال الآلوسي: «وآياتها ست لا سبع وإن اختاره بعضهم»، بينما قال أبو عمرو الداني والبقاعي: هِي سبع آيَات فِي الْمَكِّيّ والشامي، وست فِي عدد الباقِينَ، اختلافها آيَة «مِنْ شَرِّ الْوَسْوَاسِ» عدهَا الْمَكِّيّ والشامي، وَلم يعدها الْبَاقُونَ. وقال عبد الفتاح القاضي في كتابه «الفرائد الحسان في عد آي القرآن»:
أما عدد كلماتها فهو عشرون كلمة، وحروفها المرسومة ثمانون حرفًا حسب الرسم العثماني، بينما اختلف أهل العدد في عدد الحروف على ثلاثة أقوال حسب اختلاف مناهجهم في العدّ. فقال أبو عمرو الداني: «وحروفها تِسْعَة وَسَبْعُونَ حرفًا كحروف الفلق». وقالَ أبو إسحاق الثعلبي: «وهي سبعة وسبعون حرفًا»، وقالَ الخطيب الشربيني: «تسعة وتسعون حرفًا».

## التسمية

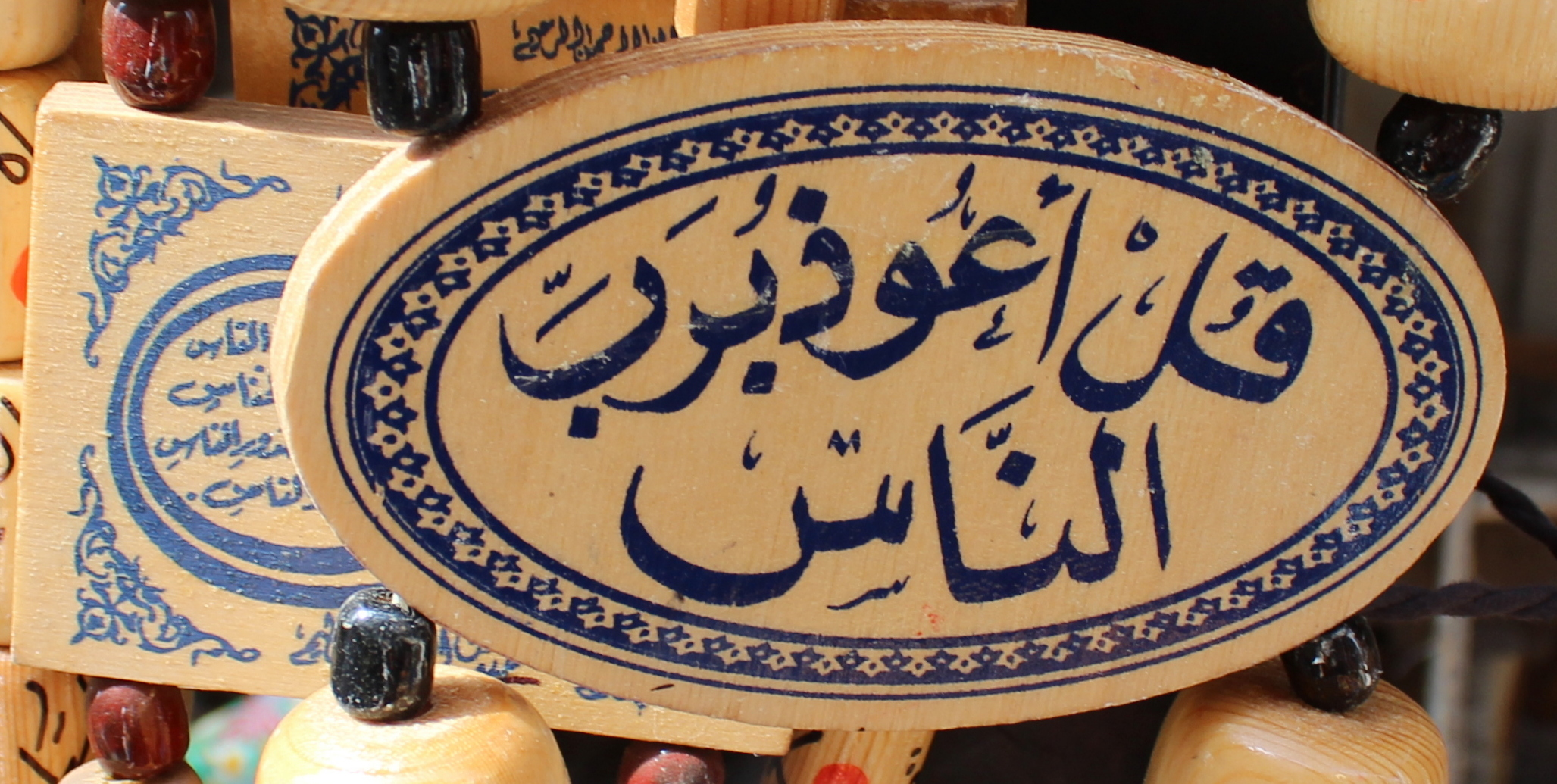
الأية الأولى من سورة الناس محفورة على الخشب، ومعروضة بأحد أسواق شوارع القاهرة القديمة.

سمَّى النبي محمد سورةَ النّاس بـ «قلْ أعوذ بربّ النّاس»، وهي وسورة الفلق تسمّيان «بالْمعوّذتيْن»، ذلك لأنهما تبتدئان بعبارة «قُلْ اَعوذُ». روى أبو داود والترمذي وأحمدُ بن حنبل عن عقبةَ بنِ عامر قال: أمرني رسول الله أن أقرأ بالمعوذات أي: آيات السورتين، وفي رواية بالمعوذتين في دُبر كل صلاة، ولم يذكر أحد من المفسرين أن الواحدة منهما تسمى المعوذة بالإفراد، وسماها ابن عطية الأندلسي في «المحرر الوجيز في تفسير الكتاب العزيز» «سورة الْمعوّذة الثّانية»، وعنْونهما أبو عيسى محمد الترمذي في سننه «الْمعوّذتيْن»، وعنْونها محمد بن إسماعيل البخاري في «صحيحه» «سورة قلْ أعوذ بربّ النّاس» وتسميتها في المصاحف وكتب التفسير «سُورَةَ النَّاسِ».
كما تُسمى مع سورة الفلق بـ «المشقشقتين» بتقْديم الشينين على الْقافيْن، كقولهم خطيب مُشَقشق، أي مسترسل القول تشبيهًا له بالفَحل الكريم من الإِبل يَهْدِر بشِقْشَقَةٍ وهي كاللحم يبرز من فيه إذا غضب. وذكر الزمخشري والقرطبي أنّهما تسميان بـ «المقشقشين» أو «المقشقشتين» بتقْديم الْقافيْن على الشّينيْن، أي تبرئان من النفاق، المُقَشْقِشَتان: قُلْ هُوَ اللَّهُ أَحَدٌ، وقُلْ أَعُوذُ بِرَبِّ النَّاسِ، لأَنهما كَانَا يُبْرَأُ بِهِمَا مِنَ النِّفَاقِ إِبراءَ المريضِ مِنْ علَّته؛ قَالَ أَبو عُبَيْدٍ: كَمَا يُقَشْقِشُ الهِنَاءُ الجرَبَ فيُبْرِئُه، وَقِيلَ: هُمَا: «قُلْ يَا أَيُّهَا الْكافِرُونَ، وقُلْ هُوَ اللَّهُ أَحَدٌ». وقال الطيبي: «فيكون اسم المقشقشة مشتركًا بين أربع سور هذه -أي سورة الإخلاص- وسورة الناس وسورة براءة وسورة الكافرون».

## سبب نزول السورة

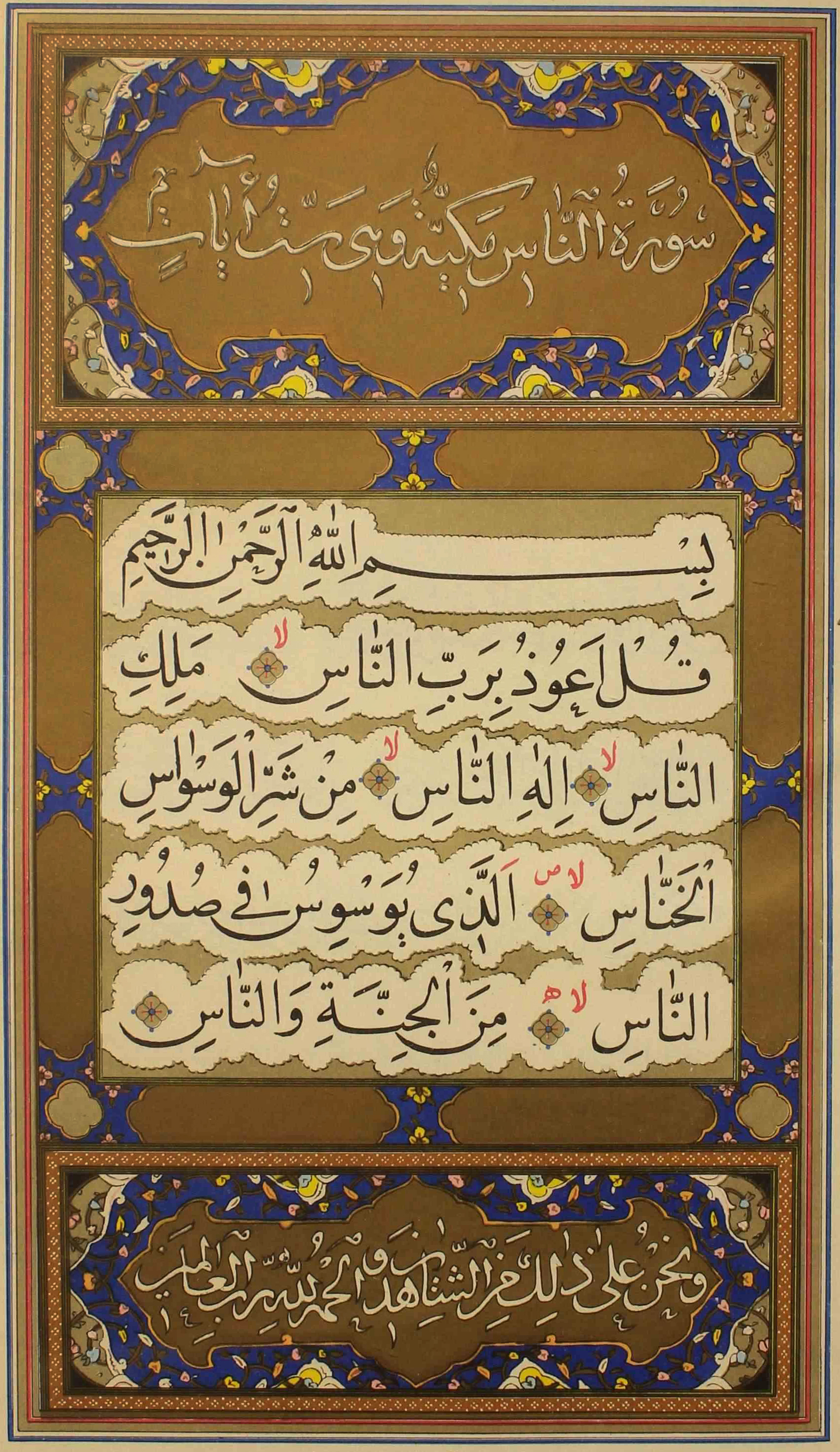
سورة الناس من مصحف يعود إلى نهاية عصر الدولة الصفوية سنة 1117 هـ.

ذكر المفسرون أن المعوذتين نزلتا بسبب أن لبيد بن الأعصم سَحَرَ النبي محمدًا، وبالرغم من أن قصة لبيد بن الأعصم وردت في الصحيحين إلا أن الربط بينها وبين نزول السورتين لم يرد في الكتب الستة، وقد قيل إنَّ سبب نزولهما أن قريشًا ندبوا من اشتهر بينهم أنه يصيب النبي بعينه -أي بالحسد-، فنزلت المعوذتان ليتعوذ منهم بهما؛ لكن السبب الأول أشهر.
ورد في سبب نزول سورتي المعوذتين، ما ذكره جلال الدين السيوطي في كتابه لباب النقول في أسباب النزول، وأخرجه البيهقي في دلائل النبوة عن ابن عباس قال: «مرض رسول الله ﷺ مرضًا شديدًا، فأتاه مَلَكان، فقعد أحدهما عند رأسه والآخر عند رجليه، فقال الذي عند رجليه للذي عند رأسه: ما ترى؟ قال: طُبَّ، قال: وما طُبَّ؟ قال: سُحِرَ، قال: ومَنْ سَحَره؟ قال: لبيد بن الأعصم اليهودي، قال: أين هو؟ قال: في بئر آل فلان تحت صخرة في رَكِيَّة، فَأْتوا الرَّكِيَّة، فانزحوا ماءها، وارفعوا الصخرة، ثم خذوا الكُدْية وأحرقوها، فلما أصبح رسول الله ﷺ بعث عمار بن ياسر في نفر، فَأَتوا الرَّكِيَّةَ، فإذا ماؤها مثل ماء الحناء، فنزحوا الماء، ثم رفعوا الصخرة، وأخرجوا الكُدْيَةَ، وأحرقوها، فإذا فيها وتر فيه إحدى عشرة عقدة، وأُنزلت عليه هاتان السورتان، فَجَعل كلما قرأ آية انحلت عقدة: ﴿قُلْ أَعُوذُ بِرَبِّ الْفَلَقِ ۝١﴾ [الفلق:1] و﴿قُلْ أَعُوذُ بِرَبِّ النَّاسِ ۝١﴾ [الناس:1]». وفي ذات السبب أخرج أبو نعيم في «دلائل النبوة» عن أنس بن مالك قال: «صنعت اليهود لرسول الله ﷺ شيئًا، فأصابه من ذلك وجع شديد، فدخل عليه أصحابه فظنوا أنه لُمَّ به، فأتاه جبريل بالمعوذتين، فعوَّذوه بهما، فخرج إلى أصحابه صحيحًا».
وجاء في كتاب «البرهان في تفسير القرآن»: «عَلِيُّ بْنُ إِبْرَاهِيمَ، قَالَ: حَدَّثَنِي أَبِي، عَنْ بَكْرِ بْنِ مُحَمَّدٍ، عَنْ أَبِي عَبْدِ اللَّهِ ، قَالَ: «كَانَ سَبَبُ نُزُولِ الْمُعَوِّذَتَيْنِ أَنَّهُ وُعِكَ رَسُولُ اللَّهِ  فَنَزَلَ عَلَيْهِ جَبْرَئِيلُ  بِهَاتَيْنِ السُّورَتَيْنِ فَعَوَّذَهُ بِهِمَا»».
قال البغوي: «وقيل: كانت مغروزة بالإبر، فأنزل الله عز وجل هاتين السورتين، وهما إحدى عشرة آية: سورة الفلق خمس آيات، وسورة الناس ست آيات، فكلما قرأ آية انحلت عقدة، حتى انحلت العقد كلها، فقام النبي ﷺ كأنما نشط من عِقال، قال: وروي أنه لبث فيه ستة أشهر، واشتد عليه ثلاثة أيام، فنزلت المعوذتان.».

## زمن النزول
اختُلف في زمن نزول سورة الناس، فهي مكية في قول الذين قالوا في سورة الفلق إنها مكية، ومدنية في قول الذين قالوا في سورة الفلق إنها مدنية، فقد نزلتا متعاقبتين، فالخلاف في إحداهما كالخلاف في الأخرى، والأشهر أنها مكيّة؛ فقد نزلت سورة الناس بعد نزول سورة الفلق وقبل نزول سورة الإخلاص، فتكون على ذلك السورة الحادية والعشرين من سور القرآن نزولًا. وبالرغم من عدم وجود خلاف في مكيّة سورة الإخلاص إلا أنَّ الخلاف في زمن نزول المعوَّذتين يأتي من ربط بعض المُفسِّرين بين نزولهما وقصة لبيد بن الأعصم التي حدثت في المدينة. لذا أنكر عدد من المُفسِّرين العلاقة بينهما مثل الواحدي ومحمد الطاهر بن عاشور وقالا بأنهما مكيتان، بينما رجَّح ابن كثير الدمشقي والسيوطي أنهما مدنيتان.

## فضلها

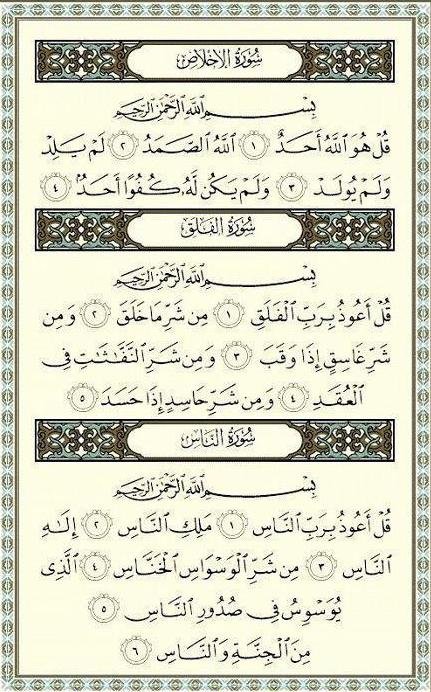
سورة الإخلاص والمعوذتان: الفلق والناس.

وردت العديد من الأحاديث النبوية في فضل سورة الناس، فقد كان النبي يقرأ هاتين المعوذتين إذا آوى إلى فراشه وينفث يديه ويمسح بهما ما أقبل وأدبر من بدنه، ويأمر بقراءتهما دبر كل صلاة، كما حث النبي على قراءتهما ثلاثًا في الصباح والمساء مع سورة الإخلاص وأن قراءتهم تكفي المرء من كل شيء. ومن الأحاديث التي وردت في فضلها:
- عن عقبة بن عامر قَالَ: «بَيْنَمَا أَنَا أَقُودُ بِرَسُولِ اللَّهِ ﷺ فِي نَقَبٍ مِنْ تِلْكَ النِّقَابِ، إِذْ قَالَ لِي: «يَا عُقْبَةُ أَلَا تَرْكَبُ؟» قَالَ: فَأَجْلَلْتُ رَسُولَ اللَّهِ ﷺ أَنْ أَرْكَبَ مَرْكَبَهُ، ثُمَّ قَالَ: «يَا عُقَيْبُ أَلَا تَرْكَبُ؟» قَالَ: فَأَشْفَقْتُ أَنْ تَكُونَ مَعْصِيَةً، قَالَ: فَنَزَلَ رَسُولُ اللَّهِ ﷺ وَرَكِبْتُ هُنَيَّةً، ثُمَّ رَكِبَ، ثُمَّ قَالَ: «يَا عُقَيْبُ، أَلَا أُعَلِّمُكَ سُورَتَيْنِ مِنْ خَيْرِ سُورَتَيْنِ قَرَأَ بِهِمَا النَّاسُ؟»، قَالَ: قُلْتُ: بَلَى يَا رَسُولَ اللَّهِ، قَالَ: فَأَقْرَأَنِي: «قُلْ أَعُوذُ بِرَبِّ الْفَلَقِ» وَ«قُلْ أَعُوذُ بِرَبِّ النَّاسِ»، ثُمَّ أُقِيمَتْ الصَّلَاةُ، فَتَقَدَّمَ رَسُولُ اللَّهِ ﷺ فَقَرَأَ بِهِمَا، ثُمَّ مَرَّ بِي، قَالَ: «كَيْفَ رَأَيْتَ يَا عُقَيْبُ؟ اقْرَأْ بِهِمَا كُلَّمَا نِمْتَ وَكُلَّمَا قُمْتَ»».[23]
- وروى مسلم بن الحجاج في صحيحه عن قيس بن أبي حازم، عن عقبة بن عامر قال: قال رسول الله صلى الله عليه وسلم: «أَلَمْ تَرَ آيَاتٍ أُنْزِلَتِ اللَّيْلَةَ لَمْ يُرَ مِثْلُهُنَّ قَطُّ: «قُلْ أَعُوذُ برَبِّ الفَلَقِ» و«قُلْ أَعُوذُ برَبِّ النَّاسِ»».[24]
- وعن عبد الله بن خبيب قال: «خَرَجْنَا فِي لَيْلَةٍ مَطِيرَةٍ وَظُلْمَةٍ شَدِيدَةٍ نَطْلُبُ رَسُولَ اللهِ ﷺ يُصَلِّي لَنَا، قَالَ: فَأَدْرَكْتُهُ، فَقَالَ: «قُلْ»، فَلَمْ أَقُلْ شَيْئًا، ثُمَّ قَالَ: «قُلْ»، فَلَمْ أَقُلْ شَيْئًا، قَالَ: «قُلْ»، فَقُلْتُ: مَا أَقُولُ؟ قَالَ: قُلْ «قُلْ هُوَ اللَّهُ أَحَدٌ»، وَالمُعَوِّذَتَيْنِ، حِينَ تُمْسِي وَتُصْبِحُ ثَلاَثَ مَرَّاتٍ، تَكْفِيكَ مِنْ كُلِّ شَيْءٍ».[25][26]
- وعَنْ عُقْبَةَ بْنِ عَامِرٍ قَالَ: «أَمَرَنِي رَسُولُ اللَّهِ ﷺ أَنْ أَقْرَأَ الْمُعَوِّذَاتِ دُبُرَ كُلِّ صَلَاةٍ».[27]
- عن عائشة بنت أبي بكر قالت: «كَانَ إِذَا اشْتَكَى يَقْرَأُ عَلَى نَفْسِهِ بِالْمُعَوِّذَاتِ وَيَنْفِثُ. قَالَتْ فَلَمَّا اشْتَدَّ وَجَعُهُ كُنْتُ أَنَا أَقْرَأُ عَلَيْهِ وَأَمْسَحُ عَلَيْهِ بِيَمِينِهِ رَجَاءَ بَرَكَتِهَا».[28]
- عَنْ عائشة بنت أبي بكر: «أَنَّ النَّبِيَّ ﷺ كَانَ إِذَا أَوَى إِلَى فِرَاشِهِ كُلَّ لَيْلَةٍ جَمَعَ كَفَّيْهِ ثُمَّ نَفَثَ فِيهِمَا فَقَرَأَ فِيهِمَا قُلْ هُوَ اللَّهُ أَحَدٌ وَقُلْ أَعُوذُ بِرَبِّ الْفَلَقِ وَقُلْ أَعُوذُ بِرَبِّ النَّاسِ ثُمَّ يَمْسَحُ بِهِمَا مَا اسْتَطَاعَ مِنْ جَسَدِهِ يَبْدَأُ بِهِمَا عَلَى رَأْسِهِ وَوَجْهِهِ وَمَا أَقْبَلَ مِنْ جَسَدِهِ يَفْعَلُ ذَلِكَ ثَلَاثَ مَرَّاتٍ».[29]
- وعن ابْنَ عَابِسٍ الْجُهَنِيِّ عن النبي أنه قال: «يَا ابْنَ عَابِسٍ أَلَا أُخْبِرُكَ بِأَفْضَلِ مَا يَتَعَوَّذُ بِهِ الْمُتَعَوِّذُونَ؟ قَالَ: بَلَى يَا رَسُولَ اللَّهِ، قَالَ: قُلْ أَعُوذُ بِرَبِّ الْفَلَقِ وَقُلْ أَعُوذُ بِرَبِّ النَّاسِ هَاتَيْنِ السُّورَتَيْنِ».[30]
- وعَنْ أَبِي الْعَلَاءِ قَالَ: قَالَ رَجُلٌ: «كُنَّا مَعَ رَسُولِ اللَّهِ ﷺ فِي سَفَرٍ، وَالنَّاسُ يَعْتَقِبُونَ، وَفِي الظَّهْرِ قِلَّةٌ، فَحَانَتْ نَزْلَةُ رَسُولِ اللَّهِ ﷺ وَنَزْلَتِي، فَلَحِقَنِي فَضَرَبَ مَنْكِبِيَّ، فَقَالَ: «قُلْ أَعُوَذُ بِرَبِّ الْفَلَقِ»، فَقَرَأَهَا رَسُولُ اللَّهِ ﷺ وَقَرَأْتُهَا مَعَهُ، ثُمَّ قَالَ: «قُلْ أَعُوَذُ بِرَبِّ النَّاسِ»، فَقَرَأَهَا رَسُولُ اللَّهِ ﷺ وَقَرَأْتُهَا مَعَهُ، فَقَالَ: «إِذَا صَلَّيْتَ فَاقْرَأْ بِهِمَا»».[21]
- وعَنْ أَبِي سَعِيدٍ الخدري: «أَنَّ رَسُولَ اللَّهِ ﷺ كَانَ يَتَعَوَّذُ مِنْ أَعْيُنِ الْجَانِّ وَعَيْنِ الْإِنْسَانِ، فَلَمَّا نَزَلَتِ الْمُعَوِّذَتَانِ أَخَذَ بِهِمَا، وَتَرَكَ مَا سِوَاهُمَا».[21]

واستنادًا على هذه الأحاديث فقد استحب العلماء قراءة الإخلاص والفلق والناس بعد صلاتي الفجر والمغرب ثلاث مرات، فهما صلاتان الصباح والمساء، وأما بعد باقي الصلوات فمرة واحدة دبر كل صلاة. وجاء في فتاوى اللجنة الدائمة: «ورد قراءة سورة الإخلاص والمعوذتين دبر كل صلاة، لما رواه أبو داود في سننه عن عقبة بن عامر قال: «أمرني رسول الله ﷺ أن أقرأ بالمعوذات دبر كل صلاة»، وفي رواية الترمذي: «بالمعوذتين» بدل المعوذات. فينبغي أن يقرأ: «قل هو الله أحد»، و«قل أعوذ برب الفلق»، و«قل أعوذ برب الناس» دبر كل صلاة، وأن تكرر عقب صلاة الفجر والمغرب ثلاث مرات، يقرأها كل إنسان وحده بقدر ما يسمع نفسه.». وقيل بأن تكرارها ثلاث مرات فهو في الصباح والمساء، فأمَّا دُبر صلاتي الفجر والمغرب فواحدة مثل باقي الصلوات.
واستدل العلماء على أنهما تكفيان من كل شر، قال الطيبي: «أي تدفع عنك كل سوء، فمن زائدة في الإثبات على مذهب جماعة وعلى مذهب الجمهور أيضًا، لأن يكفيك متضمنة للنفي، كما يعلم من تفسيرها بتدفع، ويصح أن تكون لابتداء الغاية، أي تدفع عنك من أول مراتب السوء إلى آخرها، أو تبعيضية، أي بعض كل نوع من أنواع السوء، ويحتمل أن يكون المعنى: تغنيك عما سواها، وينصر المعنى الثاني ما في الحديث الأول وهو حديث عقبة لقوله: فما تعوذ متعوذ بمثلها.». وقال ابن قيم الجوزية: «الكلام على هاتين السورتين. وبيان عظيم منفعتهما، وشدة الحاجة بل الضرورة إليهما. وأنه لا يستغني عنهما أحد قط، وأن لهما تأثيرًا خاصًا في دفع السحر والعين، وسائر الشرور، وأن حاجة العبد إلى الاستعاذة بهاتين السورتين أعظم من حاجته إلى النفس والطعام والشراب واللباس».
أما عند الشيعة، فقد رُوِيَ عَنِ النَّبِيِّ أَنَّهُ قَالَ: «مَنْ قَرَأَ هَذِهِ السُّورَةَ عَلَى أَلَمٍ سَكَنَ بِإِذْنِ اللَّهِ ، وَهِيَ شِفَاءٌ لِمَنْ قَرَأَهَا»، وعَنِ رَسُولُ اللَّهِ أيضًا أَنَّهُ قَالَ: «مَنْ قَرَأَهَا عِنْدَ النَّوْمِ كَانَ فِي حِرْزِ اللَّهِ  حَتَّى يُصْبِحَ، وَهِيَ عُوذَةٌ مِنْ كُلِّ أَلَمٍ وَوَجَعٍ وَآفَةٍ، وَهِيَ شِفَاءٌ لِمَنْ قَرَأَهَا»، وعن الإمامِ جعفر الصَّادِقُ: «مَنْ قَرَأَهَا فِي مَنْزِلِهِ كُلَّ لَيْلَةٍ، أَمِنَ مِنَ الْجِنِّ وَالْوَسْوَاسِ، وَمَنْ كَتَبَهَا وَعَلَّقَهَا عَلَى الْأَطْفَالِ الصِّغَارِ حَفِظُوا مِنَ الْجَانِّ بِإِذْنِ اللَّهِ ».

## المحتوى العام للسورة
محتوى السورة هو أمر الله للنبي محمد بأن يتعوذ بالله ربه من شر الوسواس الذي يحاول إفساد عمل الناس، وإفساد إرشاده، ويلقي في نفوس الناس الإعراض عن دعوته. وقد جاء ترتيب سورة الناس في المصحف السورة رقم 114 والأخيرة، وجاءت قبلها سورة الفلق، يقول في ذلك جلال الدين السيوطي: «قدمت الفلق على الناس -وإن كانت أقصر منها- لمناسبة مقطعها في الوزن لفواصل الإخلاص مع مقطع تبت.» وعلَّق فخر الدين الرازي على مناسبة السورة بما قبلها من السور فقال: «بدأ بذكر صفات الله، وشرح جلاله في سورة «الإخلاص»، ثم أتبعه بذكر مراتب مخلوقاته في «الفلق»، ثم ختم بذكر مراتب النفس الإنسانية في «الناس»، وعند ذلك ختم الكتاب.» ثم فصّل ذلك بعد تفصيله سورة الفلق فقال:
«ثم إنه لم يبق من السفليات بعد هذه المرتبة سوى النفس الإنسانية، وهى المستعيذة، فلا يكون مستعاذًا منها فلا جرم قطع هذه السورة، وذكر بعدها في سورة «الناس» مراتب ودرجات النفس الإنسانية.»

## تفسير السورة

### الآيات الثلاثة الأول
ابتدأت السورة بفعل أمر بالاستعاذة، بخطاب مُوَّجه إلى النبي محمد، قال ابن عاشور: «شابهت فاتحتها فاتحة سورة الفلق: ﴿قُلْ أَعُوَذُ﴾، إلا إن سورة الفلق تعوذ من شرور المخلوقات من حيوان وناس، وسورة الناس تعوذ من شرور مخلوقات خفية وهي الشياطين. والقول في الأمر بالقول، وفي المقول، وفي أن الخطاب للنبي ﷺ، والمقصود شموله أمته، كالقول في نظيرة من سورة الفلق سواء». وذكر الناس دون غيرهم من المخلوقات باعتبارهم المُستَعيذ. وذكر القرطبي سببين لتخصيص الناس بالذكر أولهما: أن الناس معظَّمون، فأعلم بذكرهم أنه رب لهم وإن عظموا. والثاني: لأنه أمر بالاستعاذة من شرهم، فأعلم بذكرهم أنه هو الذي يعيذ منهم. والناس: اسم جمع للبشر جميعهم أو طائفة منهم ولا يطلق على غيرهم. وأصلها كلمة «الناس» عند سيبويه أناس، والألف واللام بدل من الهمزة.
أُضيفت كلمة «الناس» إلى ثلاث صفات من صفات الله: الرب والملك والإله، حيث رُتبت أوصاف الله بالنسبة إلى الناس ترتيبا مدرجًا. قال ابن كثير الدمشقي: «هَذِهِ ثَلَاثُ صِفَاتٍ مِنْ صِفَاتِ الرَّبِّ عَزَّ وَجَلَّ: الرُّبُوبِيَّةُ، وَالْمُلْكُ، وَالْإِلَهِيَّةُ؛ فَهُوَ رَبُّ كُلِّ شَيْءٍ وَمَلِيكُهُ وَإِلَهُهُ، فَجَمِيعُ الْأَشْيَاءِ مَخْلُوقَةٌ لَهُ، مَمْلُوكَةٌ عَبِيدٌ لَهُ.». فمعنى الآيات: قُلْ يَا مُحَمَّدُ أستجيرُ برب النّاسِ الذي خلقهم ويرزقهم وملك الناس الذي له السلطان والملك وإله الناس الَّذي له العبادة دون كل شيءٍ سواه. يقول محمد بن جرير الطبري: «وَهُوَ مَلِكُ جَمِيعِ الْخَلْقِ: إِنْسِهِمْ وَجِنِّهِمْ، وَغَيْرِ ذَلِكَ، إِعْلَامًا مِنْهُ بِذَلِكَ مَنْ كَانَ يُعَظِّمُ النَّاسَ تَعْظِيمَ الْمُؤْمِنِينَ رَبَّهُمْ أَنَّهُ مَلِكُ مَنْ يُعَظِّمُهُ، وَأَنَّ ذَلِكَ فِي مُلْكِهِ وَسُلْطَانِهِ، تَجْرِي عَلَيْهِ قُدْرَتُهُ، وَأَنَّهُ أَوْلَى بِالتَّعْظِيمِ، وَأَحَقُّ بِالتَّعَبُّدِ لَهُ مِمَّنْ يُعَظِّمُهُ، وَيُتَعَبَّدُ لَهُ، مِنْ غَيْرِهِ مِنَ النَّاسِ.».
وقد جعل ابن الزملكاني كل موضع من مواضع كلمة «الناس» لها معنى مختلف فقال: إضافة «رب» إلى «الناس» تؤذن بأن المراد بالناس: الأطفال; لأن الرب من ربه يربه، وهم إلى التربية أحوج، وإضافة «ملك» إلى «الناس» تؤذن بإرادة الشباب به; إذ لفظ «ملك» يؤذن بالسياسة والعزة، والشبان إليها أحوج، وإضافة «إله» إلى «الناس» تؤذن بأن المراد به الشيوخ; لأن ذاته مستحقة للطاعة والعبادة، وهم أقرب، وقوله: يوسوس في صدور الناس: يؤذن بأن المراد بالناس العلماء والعباد؛ لأن الوسوسة غالبًا عن الشبه، وقوله: من الجنة والناس: يؤذن بأن المراد بالناس الأشرار، وهم شياطين الإنس الذين يوسوسون لهم.

### الآية الرابعة
الْوَسْوَاسِ الْخَنَّاسِ هما صفتان يُقصد بهما الشيطان، والوسواس هو المتكلم بالوسوسة، وهي الكلام الخفي، وتُطلق مجازًا على حديث النفس وما يخطر بنفس المرء من الخواطر التي يتوهمها مثل كلام يكلم به نفسه. يقال: وَسْوَسَتْ إليهِ نفسُه وَسْوَسَةً، وقال تعالى: ﴿فَوَسْوَسَ إِلَيْهِ الشَّيْطَانُ﴾ طه: 120. قال ابن عاشور: «إطلاق الوسواس على معنييه المجازي والحقيقي يشمل الشياطين التي تلقي في أنفس الناس الخواطر الشريرة، قال تعالى: ﴿فَوَسْوَسَ إِلَيْهِ الشَّيْطَانُ﴾، ويشمل الوسواس كل من يتكلم كلاما خفيا من الناس وهم أصحاب المكائد والمؤامرات المقصود منها إلحاق الأذى من اغتيال نفوس أو سرقة أموال أو إغراء بالضلال والإعراض عن الهدى». يقول الأعشى:
أما الْخَنَّاسِ فهو شديد الخنس والكَثِيرُهُ، والخنس هو الاختفاء. فوُصف الشيطان بالخناس لأنه كثير الاختفاء، ومنه قوله تعالى: ﴿فَلَا أُقْسِمُ بِالْخُنَّسِ﴾ التكوير: 15 يعني النجوم، لاختفائها بعد ظهورها. قال ابن عاشور: «والشيطان يلقب بالخناس لأنه يتصل بعقل الإنسان وعزمه من غير شعور منه فكأنه خنس فيه، وأهل المكر والكيد والتختل خناسون لأنهم يتحينون غفلات الناس ويتسترون بأنواع الحيل لكيلا يشعر الناس بهم.».
وعن ابن عباس في تفسير الْوَسْوَاسِ الْخَنَّاسِ روايتان: إحداهما أنه يوسوس ويجثم على صدر الإنسان، فإذا ذكر الله يخنس، والرواية الأخرى أنه يوسوس فإذا أطيع انخنس، أما الرواية الأولى فهي الأشهر؛ فقد روى سعيد بن جبير عن ابن عباس قال: الشيطان جاثم على قلب ابن آدم فإذا سها وغفل وسوس فإذا ذكر الله خنس، وكذا قال مجاهد وقتادة، وأما الرواية الثانية فروى عطية العوفي عن ابن عباس: هو الشيطان يأمر فإذا أطيع خَنَس. والرواية الأولى تُشابه ما رواه أحمد بن حنبل في مسنده عن أبي تميمة عن رجل عن رديف النبي قال: «عَثَرَ بِالنَّبِيِّ ﷺ حِمَارُهُ، فَقُلْتُ: تَعِسَ الشَّيْطَانُ. فَقَالَ النَّبِيُّ ﷺ: لَا تَقُلْ: تَعِسَ الشَّيْطَانُ، فَإِنَّكَ إِذَا قُلْتَ: تَعِسَ الشَّيْطَانُ، تَعَاظَمَ، وَقَالَ: بِقُوَّتِي صَرَعْتُهُ، وَإِذَا قَلْتَ: بِسْمِ اللَّهِ، تَصَاغَرَ حَتَّى يَصِيرَ مِثْلَ الذُّبَابِ».

### الآية الخامسة
الَّذِي يُوَسْوِسُ فِي صُدُورِ النَّاسِ: خصّ الصدر بالوسوسة، لأن الوسوسة يقع أثرها في الصدر الذي به القلب. وفي الحديث النبوي: «إِنَّ الشَّيْطَانَ يَجْرِي مِنِ ابْنِ آدَمَ مَجْرَى الدَّمِ وَإِنِّي خَشِيتُ أَنْ يَقْذِفَ فِي قُلُوبِكُمَا». ورجَّج محمد بن جرير الطبري أن المقصود بالناس في الآية هم: الإنس والجن، فقال: «قد سماهم - أي الجن - الله في هذا الموضع ناسًا، كما سماهم في موضع آخر رجالًا فقال: ﴿وَأَنَّهُ كَانَ رِجَالٌ مِنَ الإنْسِ يَعُوذُونَ بِرِجَالٍ مِنَ الْجِنِّ﴾ الجن: 6، فجعل الجن رجالًا وكذلك جعل منهم ناسًا» كما تقول العرب: ناس من الجن.

### الآية السادسة
الجِنَّة: هم الجن، يقال: جني وجن وجنة، والهاء لتأنيث الجماعة، مثل حجار وحجارة. قال أبو جعفر: «وسألت علي بن سلمان عن قوله عز وجل: «والناس» فكيف يعطفون على الجنة وهم لا يوسوسون؟ فقال: هم معطوفون على الوسواس، والتقدير: قل أعوذ برب الناس من شر الوسواس والناس، والذي قال حسن؛ لأن التقديم والتأخير في الواو جائز حسن كثير.».
وفيها أن المُوسوس قد يكون من الجن أو الإنس. وتقديم الجنة على الناس هنا لأنهم أصل الوسواس. قال الحسن البصري: هما شيطانان، أما شيطان الجن فيوسوس في صدور الناس، وأما شيطان الإنس فيأتي علانية. وقال قتادة: إن من الجن شياطين، وإن من الإنس شياطين، فتعوذ بالله من شياطين الإنس والجن. ومثله قوله تعالى: ﴿وَكَذَلِكَ جَعَلْنَا لِكُلِّ نَبِيٍّ عَدُوًّا شَيَاطِينَ الْإِنْسِ وَالْجِنِّ يُوحِي بَعْضُهُمْ إِلَى بَعْضٍ زُخْرُفَ الْقَوْلِ غُرُورًا وَلَوْ شَاءَ رَبُّكَ مَا فَعَلُوهُ فَذَرْهُمْ وَمَا يَفْتَرُونَ ۝١١٢﴾. الأنعام: 112 وروى أحمد في مسنده من حديث عبيد بن الخشخاش عن أبي ذر قال: أتيت رسول الله وهو في المسجد فجلست فقال: يا أبا ذر هل صليت؟ قلت: لا، قال: قم فصل، قال: فقمت فصليت ثم جلست، فقال: يا أبا ذر تعوذ بالله من شر شياطين الإنس والجن، قال: فقلت يا رسول الله وللإنس شياطين؟ قال: نعم... إلى آخر الحديث.

## إعراب السورة
| إعراب سورة الناس                       | إعراب سورة الناس | إعراب سورة الناس | إعراب سورة الناس | إعراب سورة الناس | إعراب سورة الناس |
| -------------------------------------- | --- | ---------------- | ---------------- | ---------------- | ---------------- |
| ﴿قُلْ أَعُوذُ بِرَبِّ النَّاسِ ۝١﴾ [الناس:1]        | |                  |                  |                  |                  |
| قُلْ                                     | فعل أمر مبني على السّكون، والفاعل ضمير مستتر تقديره أنت، والجملة ابتدائية لا محل لها.                                                                                          |                  |                  |                  |                  |
| أَعُوذُ                                   | فعل مضارع مرفوع بالضمة الظاهرة والفاعل ضميرٌ مُستتر تقديرهُ أنا. |                  |                  |                  |                  |
| بِرَبِّ                                    | الباء: حرف جر مبني على الكسر. رَبِّ: اسم مجرور وعلامة جرّه الكسرة، وهو مُضاف. |                  |                  |                  |                  |
| النَّاسِ                                  | مُضافٌ إليه مجرور وعلامة جرّه الكسرة. |                  |                  |                  |                  |
| ﴿مَلِكِ النَّاسِ ۝٢﴾ [الناس:2]                | |                  |                  |                  |                  |
| مَلِكِ                                    | بدلٌ من (رب)، مجرور وعلامة جرّه الكسرة، وهو مُضاف. |                  |                  |                  |                  |
| النَّاسِ                                  | مُضافٌ إليه مجرور وعلامة جرّه الكسرة. |                  |                  |                  |                  |
| ﴿إِلَهِ النَّاسِ ۝٣﴾ [الناس:3]                | |                  |                  |                  |                  |
| إِلَهِ                                    | بدلٌ من (رب) مجرور وعلامة جره الكسرة، وهو مُضاف. |                  |                  |                  |                  |
| النَّاسِ                                  | مُضافٌ إليه مجرور وعلامة جرّه الكسرة. |                  |                  |                  |                  |
| ﴿مِنْ شَرِّ الْوَسْوَاسِ الْخَنَّاسِ ۝٤﴾ [الناس:4]     | |                  |                  |                  |                  |
| مِنْ                                     | حرفُ جرٍّ مبني على السّكون. |                  |                  |                  |                  |
| شَرِّ                                     | اسمٌ مجرور وعلامة جرّه الكسرة، وهو مُضاف. |                  |                  |                  |                  |
| الْوَسْوَاسِ                                | مُضافٌ إليه مجرور وعلامة جرّه الكسرة. |                  |                  |                  |                  |
| الْخَنَّاسِ                                 | نعتٌ مجرور وعلامة جرّه الكسرة. |                  |                  |                  |                  |
| ﴿الَّذِي يُوَسْوِسُ فِي صُدُورِ النَّاسِ ۝٥﴾ [الناس:5] | |                  |                  |                  |                  |
| الَّذِي                                   | اسم موصول مبني على السّكون في محلِّ جرّ نعت ثانٍ. |                  |                  |                  |                  |
| يُوَسْوِسُ                                  | فعلٌ مُضارعٌ مرفوعٌ وعلامة رفعه الضّمة، والفاعل: ضميرٌ مُستترٌ تقديره هو. والجملة صلة لا محل لها.                                                                                     |                  |                  |                  |                  |
| فِي                                     | حرفُ جرٍّ مبني على السّكون. |                  |                  |                  |                  |
| صُدُورِ                                   | اسمٌ مجرور وعلامة جرّه الكسرة، وهو مُضاف. |                  |                  |                  |                  |
| النَّاسِ                                  | مُضافٌ إليه مجرور وعلامة جرّه الكسرة. |                  |                  |                  |                  |
| ﴿مِنَ الْجِنَّةِ وَالنَّاسِ ۝٦﴾ [الناس:6]          | |                  |                  |                  |                  |
| مِنَ                                     | حرفُ جرٍّ مبني على الفتحِ عوضًا عن السّكون لالتقاءِ السّاكنين. |                  |                  |                  |                  |
| الْجِنَّةِ                                  | اسمٌ مجرور وعلامة جرّه الكسرة. |                  |                  |                  |                  |
| وَالنَّاسِ                                 | الواو: حرف عطف مبني على الفتح. النَّاسِ: اسمٌ معطوفٌ على مجرورٍ وعلامة جرّه الكسرة. قال أبو جعفر المدني: الناس مَعْطُوفَة عَلَى الْوَسْوَاسِ، وَالتَّقْدِيرُ: قُلْ أَعُوذُ بِرَبِّ النَّاسِ مِنْ شَرِّ الْوَسْوَاسِ وَالنَّاسِ. |                  |                  |                  |                  |

### معلومات المراجع المُفصَّلة
الكتب مرتبة حسب تاريخ النشر
- الخطيب الشربيني (1868)، السراج المنير في الإعانة على معرفة بعض معاني كلام ربنا الحكيم الخبير، القاهرة: الهيئة العامة لشؤون المطابع الأميرية، OCLC:236016840، QID:Q115641715
- القرطبي (1935)، الجامع لأحكام القرآن، والمبين لما تضمنه من السنة وآي الفرقان: تفسير القرطبي، القاهرة: دار الكتب والوثائق القومية، OCLC:17965928، QID:Q115683910{{استشهاد}}:  صيانة الاستشهاد: ref duplicates default (link)
- محمد الطاهر بن عاشور (1973)، التحرير والتنوير من التفسير، تونس: دار سحنون، OCLC:777152792، QID:Q116452785
- جلال الدين السيوطي (1978)، تناسق الدرر في تناسب السور: أسرار ترتيب القرآن، تحقيق: عبد القادر عطا (ط. 2)، القاهرة: دار الاعتصام، OCLC:4770960033، QID:Q115732199
- عبد الفتاح القاضي (1981)، البدور الزاهرة في القراءات العشر المتواترة (ط. 1)، بيروت: دار الكتاب العربي، OCLC:457123342، QID:Q115641917
- محمد الطاهر بن عاشور (1984)، التحرير والتنوير من التفسير، تونس: الدار التونسية للنشر، OCLC:11603545، QID:Q115641984
- محي الدين درويش (1992)، إعراب القرآن الكريم وبيانه (ط. 3)، دمشق، حمص: اليمامة للطباعة والنشر والتوزيع، دار ابن كثير، دار الإرشاد للشؤون الجامعية، OCLC:4771426697، QID:Q115640897
- الواحدي النيسابوري (1992)، أسباب النزول، تحقيق: عصام الحميدان (ط. 2)، الدمام: دار الإصلاح، OCLC:4770205220، QID:Q115754123
- أبو عمرو الداني (1994)، البيان في عد آي القرآن، تحقيق: غانم قدوري الحمد (ط. 1)، الكويت: مركز المخطوطات والتراث والوثائق، OCLC:32312189، QID:Q115651867
- ابن كثير الدمشقي (1998)، تفسير القرآن العظيم: تفسير ابن كثير، تحقيق: محمد حسين شمس الدين (ط. 1)، بيروت: دار الكتب العلمية، OCLC:914363003، QID:Q115701544
- جلال الدين السيوطي (1974)، الإتقان في علوم القرآن، تحقيق: محمد أبو الفضل إبراهيم، القاهرة: الهيئة المصرية العامة للكتاب، OCLC:4770017618، QID:Q115728353
- محمد بن جرير الطبري (2001)، جامع البيان عن تأويل آي القرآن: تفسير الطبري، تحقيق: عبد الله بن عبد المحسن التركي (ط. 1)، القاهرة: هجر للطباعة والنشر والتوزيع والإعلان، OCLC:1103746918، QID:Q97221368
- أحمد بن حنبل (2001)، مسند الإمام أحمد بن حنبل، تحقيق: شعيب الأرنؤوط (ط. 1)، بيروت: مؤسسة الرسالة، OCLC:38490947، QID:Q115484580
- أحمد الدعاس؛ أحمد حميدان؛ إسماعيل القاسم (2004)، إعراب القرآن الكريم (ط. 1)، دمشق، بيروت: دار النمير، دار الفارابي، OCLC:957327916، QID:Q115640158
- محمد حسين سلامة (2006). إعراب جزء عم: إعراب وتفسير وبلاغة وأسباب النزول (ط. 1). القاهرة: دار الآفاق العربية. ISBN:977-344-102-4. OCLC:587740694. QID:Q115683765.
- أبو جعفر النحاس (1985)، إعراب القرآن، تحقيق: زهير غازي زاهد (ط. 2)، بيروت: عالم الكتب، مكتبة النهضة العربية، OCLC:570941412، QID:Q115782668
- ابن عادل الحنبلي (1998)، اللباب في علوم الكتاب، تحقيق: عادل أحمد عبد الموجود، علي محمد معوض (ط. 1)، بيروت: دار الكتب العلمية، OCLC:714395326، QID:Q115730072
- ابن منظور (1985)، لسان العرب: للإمام العلامة أبي الفضل جمال الدين محمد بن مكرم ابن منظور الإفريقي المصري، قم: نشر أدب الحوزة، OCLC:1158722096، QID:Q115683837
- الزبيدي، مرتضى (1408 هـ - 1987 م). "تخريج أحاديث إحياء علوم الدين، قد قال صلى الله عليه وسلم المؤمن يغبط والمنافق يحسد، المكتبة الشاملة الحديثة". المكتبة الشاملة. دار العاصمة للنشر - الرياض. ص. 1842. مؤرشف من الأصل في 15 يوليو 2022. اطلع عليه بتاريخ 2022-07-15. {{استشهاد ويب}}: تحقق من التاريخ في: |سنة= (مساعدة)
- المباركفوري، محمد بن عبد الرحمن بن عبد الرحيم. تحفة الأحوذي، كتاب تفسير القرآن، باب ومن سورة المعوذتين، الجزء رقم9. دار الكتب العلمية. ص. 213. مؤرشف من الأصل في 2020-11-12. اطلع عليه بتاريخ 2022-07-15.{{استشهاد بكتاب}}:  صيانة الاستشهاد: ref duplicates default (link)
- الثعلبي، أبو إسحاق أحمد بن محمد. الكشف والبيان (تفسير الثعلبي)، جـ 10. ص. 337. مؤرشف من الأصل في 2021-06-27. اطلع عليه بتاريخ 2021-06-20.{{استشهاد بكتاب}}:  صيانة الاستشهاد: ref duplicates default (link)
- جلال الدين السيوطي (1426 هـ - 2006). عبد الرزاق المهدي (المحرر). لباب النقول في أسباب النزول (PDF). بيروت - لبنان: دار الكتاب العربي. ص. 269، 270. ISBN:9953271348. مؤرشف من الأصل (PDF) في 2021-02-13. {{استشهاد بكتاب}}: تحقق من التاريخ في: |سنة= (مساعدة)
- يسري السيد محمد؛ صالح أحمد الشامي (1427 هـ). بدائع التفسير، الجامع لما فسره الإمام ابن قيم الجوزية (ط. الأولى). الرياض: دار ابن الجوزي. ج. 3. ص. 414. مؤرشف من الأصل في 13 فبراير 2021. {{استشهاد بكتاب}}: تحقق من التاريخ في: |سنة= (مساعدة)
- السيوطي، جلال الدين (1406هـ / 1986م). شرح السيوطي لسنن النسائي، كتاب الاستعاذة، الجزء رقم8. دار البشائر الإسلامية. ص. 250. مؤرشف من الأصل في 13 فبراير 2021. اطلع عليه بتاريخ 2021-02-13. {{استشهاد بكتاب}}: تحقق من التاريخ في: |سنة= (مساعدة)
- البحراني، السيد هاشم. البرهان في تفسير القرآن. مؤسسة البعثة. ج. الجُزء الخامس. ص. 819. مؤرشف من الأصل في 2021-08-20.
- ابن عبد الوهاب، محمد (1414 هـ - 1994م). فهد بن عبد الرحمن بن سليمان الرومي (المحرر). تفسير سورة الناس (PDF) (ط. الثانية). الرياض: مؤسسة الرسالة. ص. 51. مؤرشف من الأصل (PDF) في 2021-02-13. {{استشهاد بكتاب}}: تحقق من التاريخ في: |سنة= (مساعدة)
- السندي، نور الدين محمد بن عبد الهادي (1428هـ / 2008م). حاشية مسند الإمام أحمد بن حنبل، مسانيد المقلين، عقبة بن عام، الجزء رقم10. وزارة الأوقاف والشؤون الإسلامية بدولة قطر. ص. 180. مؤرشف من الأصل في 2021-02-13. اطلع عليه بتاريخ 2021-02-13. {{استشهاد بكتاب}}: تحقق من التاريخ في: |سنة= (مساعدة)
- النووي، محيي الدين (1416هـ / 1996م). شرح النووي على مسلم، كتاب صلاة المسافرين وقصرها، باب فضل قراءة المعوذتين، الجزء رقم6. دار الخير. ص. 420. مؤرشف من الأصل في 2021-02-13. اطلع عليه بتاريخ 2021-02-13. {{استشهاد بكتاب}}: تحقق من التاريخ في: |سنة= (مساعدة)
- الزرقاني، محمد بن عبد الباقي (1424هـ / 2003م). شرح الزرقاني على موطأ الإمام مالك، كتاب الجامع، باب العين والمرض، التعوذ والرقية من المرض، الجزء رقم4. مكتبة الثقافة الدينية. ص. 517. مؤرشف من الأصل في 2021-02-13. اطلع عليه بتاريخ 2021-02-13. {{استشهاد بكتاب}}: تحقق من التاريخ في: |سنة= (مساعدة)

الفتاوى مرتبة حسب رقم الفتوى
إسلام ويب (مركز الفتاوي):
- "326251 - مشروعية وعدد قراءة المعوذات دبر الصلوات والصباح والمساء". 4 أبريل 2016. مؤرشف من الأصل في 2019-02-27. اطلع عليه بتاريخ 2021-02-13.
- "16755 - الأدلة من القرآن والسنة على تأثير العين". مؤرشف من الأصل في 2020-10-29. اطلع عليه بتاريخ 2022-07-15.
- "291535 - معنى قل هو الله أحد والمعوذتين حين تمسي تكفيك من كل شيء وهل تجزئ عن غيرها". مؤرشف من الأصل في 2020-08-11. اطلع عليه بتاريخ 2021-02-13.

الإسلام سؤال وجواب:
- "115073 - استحباب قراة المعوذات بعد كل صلاة مرة، وفي الصباح والمساء ثلاث مرات". 17 مارس 2008. مؤرشف من الأصل في 2021-02-13. اطلع عليه بتاريخ 2021-02-13.
- "174571 - هل النفث يكون قبل القراءة أو بعدها ؟". مؤرشف من الأصل في 2021-02-13. اطلع عليه بتاريخ 2021-02-13.

## وصلات خارجية
- سورة الناس، بصوت مشاري بن راشد العفاسي.
- سورة الناس دراسة صوتية دلالية، لشاكر سبع الأسدي، المكتبة الشاملة.